# Cevahir
Cevahir est un centre commercial situé à l'avenue de Büyükdere dans le district de Şişli à Istanbul. Cevahir est le plus grand centre commercial d'Europe.

## Historique
Inauguré le 15 octobre 2005.

## Enseignes

### Enseignes de prêt-à-porter
- Adidas
- Bata
- Benetton
- BSB
- Converse
- Debenhams
- Divarese
- Dockers
- Dorothy Perkins
- Esprit Holdings
- Evans
- Fornarina
- Gloria Jean's
- Guess
- Jack&Jones
- Kappa
- La Senza
- Levi's
- Lotto
- Massimo Dutti
- Miss Selfridge
- Mothercare
- Nine West
- Peacocks
- Reebok
- River Island
- Topshop
- Top Man
- Vero Moda
- Zara

### Enseignes de restauration
- Burger King
- KFC
- McDonalds
- Pizza Hut
- Starbucks